# Pánipát
Pánipát je historické město v indickém státě Harijána (též psáno Hariana či Haryana). Leží 90 km severně od Dillí a 169 km jižně od města Chandigarhu. Tři hlavní bitvy, které se odehrály v blízkosti města v letech 1526, 1556 a 1761, byly zlomovými body v indické historii. Město je v Indii známé jako „město tkalců“ a „město textilu“. Je také známé jako „cast-off capital“, je totiž také „globálním centrem pro recyklaci textilu“.

## Historie
Region Pánipát byl vyňat z někdejšího regionu Karnal dne 1. listopadu 1989. Dne 24. července 1991 byl s tímto regionem znovu sloučen. Dne 1. ledna 1992 se stal samostatným regionem. Podle legendy byl Pánipát jedním z pěti měst (prasthů) založených bratry Pándúovci, kteří jsou hlavními postavami eposu Mahábhárata. Historický název města byl Pandavaprastha (sanskrt: पाण्डवप्रस्थ). Pánipát byl dějištěm tří velkých bitev indické historie.
První bitva proběhla 21. dubna 1526 mezi Ibrahimem Lódí, afghánským sultánem v Dillí, a turko-mongolským válečníkem Báburem, který později založil Mughalskou říši a stal se jejím prvním císařem a ovládal severní oblast Indie. Báburova armáda porazila Ibrahimovu mnohem silnější armádu, podle historiků měl k dispozici více než jeden "lakh" (sto tisíc) vojáků a ukončil tak afghánskou vládu v Dillí. Tato první bitva o Pánipát tak ukončila vládu dynastie Lódí a znamenala začátek vlády Mughalů v Indii.
Druhá bitva proběhla 5. listopadu 1556 mezi silami Akbara Velikého ( Abu'l-Fath Jalal-ud-din Muhammad Akbar), třetího mughalského císaře a Hemou Chandrou Vikramadityou, posledním hinduistickým císařem Dillí. Hema Chandra porazil Akbarovu armádu a prohlásil se za nezávislého vládce po korunovaci konané 7. října 1556 v Dillí. Měl silnou armádu a zpočátku jeho síly vyhrávaly, ale během této bitvy byl zasažen šípem do oka a upadl do bezvědomí. Když ho jeho vojáci neviděli sedět v jeho "howdah" na jeho slonovi, zděsili se a rozutekli se. Hemu v bezvědomí odnesli do Akbarova tábora, kde mu Bairam Khan sťal hlavu. Jeho hlava byla poslána do Kábulu, aby tam byla vyvěšena a jeho bezhlavé tělo bylo vystaveno v Dillí. Na místě jeho mučednické smrti stojí nyní v Pánipátu svatyně.
Třetí bitva se odehrála 14. ledna 1761 mezi Maráthskou říší a afghánskými a balúčistánskými útočníky. Maráthskou armádu vedl Sadašivrao Bhau a Afghánce Ahmad Šáh Abdali. Třetí bitva u Pánipátu se označuje jako bitva s největším počtem obětí zabitých během jednoho dne. Výsledkem bitvy bylo posílení Britské východoindické společnosti, a zavedení britských pravidel v severní Indii, protože většina severních a severozápadních indických knížecích států byla neustálými válkami oslabena.

## Památník Hemu's Smadhi Sthal
Zraněného Hemu zajal Šáh Quli Khan ve druhé bitvě u Panipatu a odnesl jej do tábora Mughalů u Pánipátu. Podle Badayuniho Bairam Khan požádal Akbara, aby Hemu sťal, aby mohl získat titul Ghazi (Ghazi nebo Gazi (arabsky: غازى), titul muslimských bojovníků nebo šampionů, používaný také několika osmanskými sultány). Akbar odpověděl: „Už je mrtvý, kdyby měl sílu bojovat, zabil bych ho.“ Po Akbarově odmítnutí bylo Hemuovi upřeno pohřbení podle mughalské tradice a tělo bylo bez okolků sťato Bairamem Khanem. Hemuova hlava byla poslána do Kábulu, kde byla zavěšena před Dillí Darwaza, zatímco jeho tělo bylo pověšeno na šibenici před pevností Purana Quila v Dillí, aby děsilo jeho příznivce, kterými byli hlavně jeho poddaní, jak muslimové, tak hinduisté.

## Hrob Ibrahima Lódiho
Jeden z umírajících, Farīd Ḫān Šer Šāh Sūrī, litoval že mu nebylo dopřáno splnit svou povinnost a postavit hrob padlému panovníkovi Ibrahimu Lódimu. Mnohem později, v roce 1866, Britové při stavbě silnice Grand Trunk Road přemístili jeho hrob a na hrobku umístili nápis zdůrazňujícím smrt Ibrahima Lódiho v bitvě o Pánipát.

## Kabuli Bagh Mosque
Zahradu Kabuli Bagh spolu s mešitou vybudoval Bábur po první bitvě u Pánipátu na památku svého vítězství nad Ibrahimem Lódim. O několik let později, když Humayun porazil Šáha Suriho poblíž Pánipátu, postavil zděnou budovu, nazval ji „Chabutra“ Fateh Mubarak, nesla nápis 934 Hidžra (1557 n. l.). Tyto budovy a zahrada stále existují pod názvem Kabuli Bagh Mosque, pojmenované po Báburově manželce – Mussammat Kabuli.

## Kala Amb
Podle tradice bylo místo ležící 8 km od Pánipátu a 42 km od Karnalu, kde Sadašivrao Bhau během třetí bitvy o Pánipát (1761) velel svým maráthským vojákům, označeno černým mangovým stromem (Kala Amb), který se nedochoval. Pojmenován byl pravděpodobně podle tmavé barvy listů. Na místě byl postaven památník obklopený železným plotem. O památník pečuje společnost, které předsedá guvernér Harijány.

## Pánipátský synrom
Pojem „Pánipátský syndrom“ vstoupil do vojenského slovníku jako označení nedostatečného strategického myšlení, malé připravenosti a nerozhodného postupu indických vůdců, což umožnilo invazní armádě vstoupit poměrně snadno na jejich území. Dokládá to fakt, že ve třech bitvách, které zde proběhly, byly bránící se armády pokaždé rozhodně poraženy. Pojem "„Pánipátský syndrom" razil Jasjit Singh, indický vojenský důstojník, spisovatel, vojenský stratég a komodor indického letectva.